# Pietro Calvi (sommergibile 1935)
Il Pietro Calvi è stato un sommergibile della Regia Marina, appartenente alla classe omonima ed operante durante la seconda guerra mondiale.

## Storia

### Il nome
Il sommergibile venne intitolato al patriota e martire del Risorgimento Pietro Fortunato Calvi. Nel dopoguerra a Calvi sarebbe stato intitolato nella Marina Militare un sommergibile ricostruito sullo scafo recuperato del sommergibile Bario.

### Costruzione
La costruzione dell'unità avvenne a La Spezia, negli stabilimenti OTO di Muggiano. Impostato sugli scali il 20 luglio 1932 e varato il 31 marzo 1935, il battello, dopo l'allestimento, venne consegnato alla Regia Marina il 16 ottobre 1935.

### Vita operativa
Una volta in servizio (1935), il sommergibile fu assegnato alla II Squadriglia Sommergibili (I Flottiglia) con base a La Spezia, che formava insieme ai gemelli Finzi e Tazzoli ed al più vecchio Fieramosca. Tuttavia fu frequentemente dislocato in basi differenti da quella spezzina.
Nel 1936 il sommergibile effettuò una crociera dall'Italia a Tripoli.
Il Calvi, al comando del capitano di corvetta Alberto Beretta, partecipò clandestinamente alla guerra di Spagna, durante la quale, il 12 gennaio 1937, bombardò col cannone le installazioni portuali di Valencia).
Nel 1938 il sommergibile passò alla XV Squadriglia (I Grupsom di La Spezia) e l'anno seguente alla XII Squadriglia.
All'inizio della seconda guerra mondiale fu fra i primi sommergibili italiani inviati in Atlantico: al comando del capitano di corvetta Giuseppe Caridi, lasciò La Spezia il 3 luglio 1940, passò lo stretto di Gibilterra nella notte tra l'8 ed il 9 luglio e, costeggiando l'Africa settentrionale in superficie, si posizionò al largo di Madera dove effettuò la sua prima missione di guerra, inclusiva anche della penetrazione a scopo esplorativo della rada di Funchal, senza comunque avvistare alcuna nave nemica. Intrapresa la navigazione di ritorno, il Calvi riattraversò lo stretto di Gibilterra nella notte tra il 1° ed il 2 agosto e si ormeggiò a La Spezia il 6 dello stesso mese.
Il 27 settembre 1940, con la costituzione della base di Betasom a Bordeaux, il Calvi salpò nuovamente per l'Atlantico ed attraversò lo stretto di Gibilterra il 1º ottobre, ma durante l'attraversamento precipitò sino a 143 metri di profondità (43 metri oltre la quota di collaudo) causa le insidiose correnti dello stretto: l'unità ne uscì tuttavia indenne.  Mentre dirigeva verso la sua area d'agguato, il sommergibile fu inviato alla ricerca di un convoglio di grandi dimensioni, individuato e segnalato dal sommergibile Glauco circa duecento miglia a nordovest di Cabo Fisterra. Dopo aver incrociato per dieci giorni in quelle acque senza aver avvistato alcuna imbarcazione, il Calvi fece rotta per Bordeaux, raggiungendo la nuova base il 23 ottobre.
Il 3 dicembre ripartì da Bordeaux per portarsi in agguato al largo dell'Irlanda ed il 20 dicembre ottenne il primo successo: nel punto 54°30' N e 18°30' O, dopo un violento scontro, colò a picco il piroscafo armato britannico Carlton (5162 tsl), unità dispersa del convoglio «OB 260». Il Carlton aveva attaccato il Calvi, in emersione, con le proprie mitragliere, ma il sommergibile aveva reagito immergendosi e silurando, alle due del pomeriggio, il mercantile, che andò a fondo (tutto l'equipaggio di 35 uomini abbandonò la nave su due scialuppe, ma una si capovolse con la morte di tutti gli occupanti e quando l'altra venne ritrovata 18 giorni più tardi i superstiti erano solo quattro). Il 26 dicembre il Calvi attaccò con un siluro, in condizioni di mare mosso, un trasporto stimato in 10.000 tsl: fu avvertito uno scoppio, ma non esistono conferme su affondamenti o danneggiamenti.
Nell'aprile 1941 il sommergibile svolse un'altra missione durante la quale effettuò due attacchi senza risultati ed avvistò più volte delle navi, rientrando tuttavia alla base il 13 maggio senza aver colto alcun successo.
Il 7 dicembre 1941 – aveva frattanto assunto il comando dell'unità il capitano di corvetta Emilio Olivieri – il Calvi fu inviato a recuperare i superstiti della nave tedesca Phyton, operazione che svolse assieme ad altri sommergibili italiani (fra cui il gemello Tazzoli) e tedeschi.
Il 7 marzo 1942 ebbe inizio una nuova missione al comando del capitano di corvetta Emilio Olivieri: della durata di 52 giorni, tale missione fu la più fruttuosa fra quelle del Calvi: furono infatti colate a picco tre navi cisterna e due cargo, per oltre 29.000 tonnellate di stazza lorda. Dopo un primo ed infruttuoso attacco al grosso piroscafo inglese Huntingdon (10.946 tsl), il 29 marzo fu infatti affondato, nel punto 27°15' N e 49°15' O, il piroscafo britannico Tredinnick (4589 tsl), che portò con sé l'intero equipaggio di 46 uomini. Il 31 marzo, alle tre del pomeriggio, il Calvi avvistò in posizione 6°29' N e 44°58' E la nave cisterna statunitense T. C. McCobb (7452 tsl), in navigazione con rotta 340°. Alle 21.05 il sommergibile emerse ed aprì il fuoco contro la McCobb, che cercò di fuggire con rotta 290°, mentre il cannone poppiero del Calvi era costretto a cessare il fuoco per via del mare mosso. Alle 22.52 l'unità italiana riprese il fuoco con il cannone prodiero da 6800 metri, alle 23.15 la nave americana, centrata da dieci proiettili, fermò le macchine continuando a muoversi a bassa velocità per 350° e calò quattro scialuppe, mentre il Calvi riduceva il ritmo di fuoco. Alle 23.33 il Calvi lanciò dai tubi di prua un primo siluro che colpì la petroliera in corrispondenza della plancia, alle 23.47 fu lanciato a mezzo tubi poppieri un secondo siluro che andò a segno all'altezza del fumaiolo, alle 23.59 ed alle 00.07 del 1º aprile seguirono altri due siluri, lanciati rispettivamente da poppa e da prua, che colpirono entrambi tra la plancia ed il fumaiolo. Nonostante avesse incassato ben quattro siluri e si trovasse ormai fortemente appoppata, la McCobb richiese ancora il lancio di due siluri (uno alle 00.16, dai tubi di poppa, che colpì dove erano andati a segno i due precedenti, un altro da prua, alle 00.28, che colpì senza esplodere) prima d'inabissarsi di poppa, impennando la prua, all'1.15 del primo aprile, nel punto 7°19' N e 45°44' O. La petroliera fu la prima imbarcazione statunitense ad essere affondata da unità italiane; del suo equipaggio 24 uomini morirono e 15 furono salvati qualche giorno dopo l'affondamento. Tra l'8 ed il 9 aprile il Calvi avvistò la nave cisterna statunitense Eugene V. R. Thayer (7138 tsl) nel punto 2°35' S e 39°58' O (al largo del Golfo di Patos), affondandola dopo un lungo inseguimento in posizione 2°36' S e 39°43' O: per affondare la petroliera servirono, oltre ai siluri, più di 120 proiettili da 120 mm (tra l'equipaggio della Thayer si ebbero 11 vittime). L'11 aprile il Calvi silurò e cannoneggiò la motonave norvegese Balkis (2261 tsl), che aveva lasciato Buenos Aires il 30 marzo: il sommergibile silurò la nave all'altezza della stiva n. 2, alle 7.30 del mattino, una sessantina di miglia a nord di Fortaleza, provocandone l'affondamento in circa mezz'ora nel punto 2°30' S e 38° O. Delle persone a bordo 24 furono salvate da unità giunte sul posto. L'affondamento del Balkis, avvenuto nelle acque del Brasile, fu – insieme ad altri attacchi subacquei al largo delle coste brasiliane – tra i fattori che spinsero questa nazione a dichiarare guerra all'Asse.  Il 12 aprile, infine, il Calvi affondò in posizione 4°32' S e 35°03' O la motonave cisterna Ben Brush (7691 tsl). L'intero equipaggio della nave, 35 uomini, ad eccezione di un marinaio, poté salvarsi.

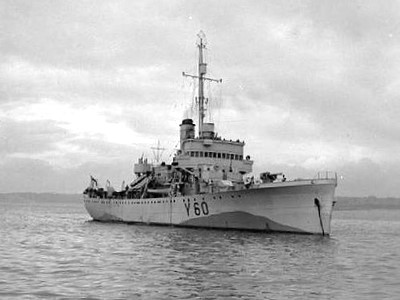
Il cacciatorpediniere di scorta HMS Lulworth che attaccò il Pietro Calvi la notte del 14 luglio 1942

Il 2 luglio 1942 il sommergibile partì per la sua ultima missione, al comando del capitano di fregata Primo Longobardo. 
Il 14 luglio di mise alla ricerca del convoglio «SL. 115» (Sierra Leone-Regno Unito con quattro unità di scorta); lo avvistò nella serata del giorno successivo ma fu rilevato dal radar delle navi britanniche, una delle quali, il Lulworth, lo attaccò costringendolo all'immersione rapida a 90 metri. Le tre successive scariche di bombe di profondità provocarono seri danni al Calvi, che sprofondò sino a circa 200 metri sbandato ed in via di allagamento, rischiando la distruzione: il comandante Longobardo ordinò allora l'emersione per tentare di reagire coi cannoni ed intanto allontanarsi. Il sommergibile fu illuminato dai proiettori e le mitragliere del Lulworth falcidiarono i serventi del cannone poppiero del Calvi, che reagì lanciando due siluri con i tubi di poppa, ma inutilmente; la nave inglese cercò di speronare il sommergibile e la terza volta ne distrusse l'elica sinistra, bloccandolo. A quel punto, con il sommergibile immobilizzato e in fiamme ed i cannoni ormai funzionanti a fatica (solo due dei serventi del cannone prodiero, il sottotenente di vascello Villa ed il secondo capo Marchion, erano ancora illesi), il comandante Longobardo ordinò di autoaffondare ed abbandonare il sommergibile, ma fu subito dopo ucciso (assieme all'ufficiale di rotta, sottotenente di vascello Guido Bozzi) da una scarica di mitragliatrice. Poco dopo morì, colpito da una cannonata e caduto in mare, anche il comandante in seconda, sottotenente di vascello Gennaro Maffettone, che stava dirigendo il tiro del cannone poppiero, mentre sottocoperta il direttore di macchina, capitano del Genio Navale Aristide Russo, faceva aprire le valvole di presa a mare. 

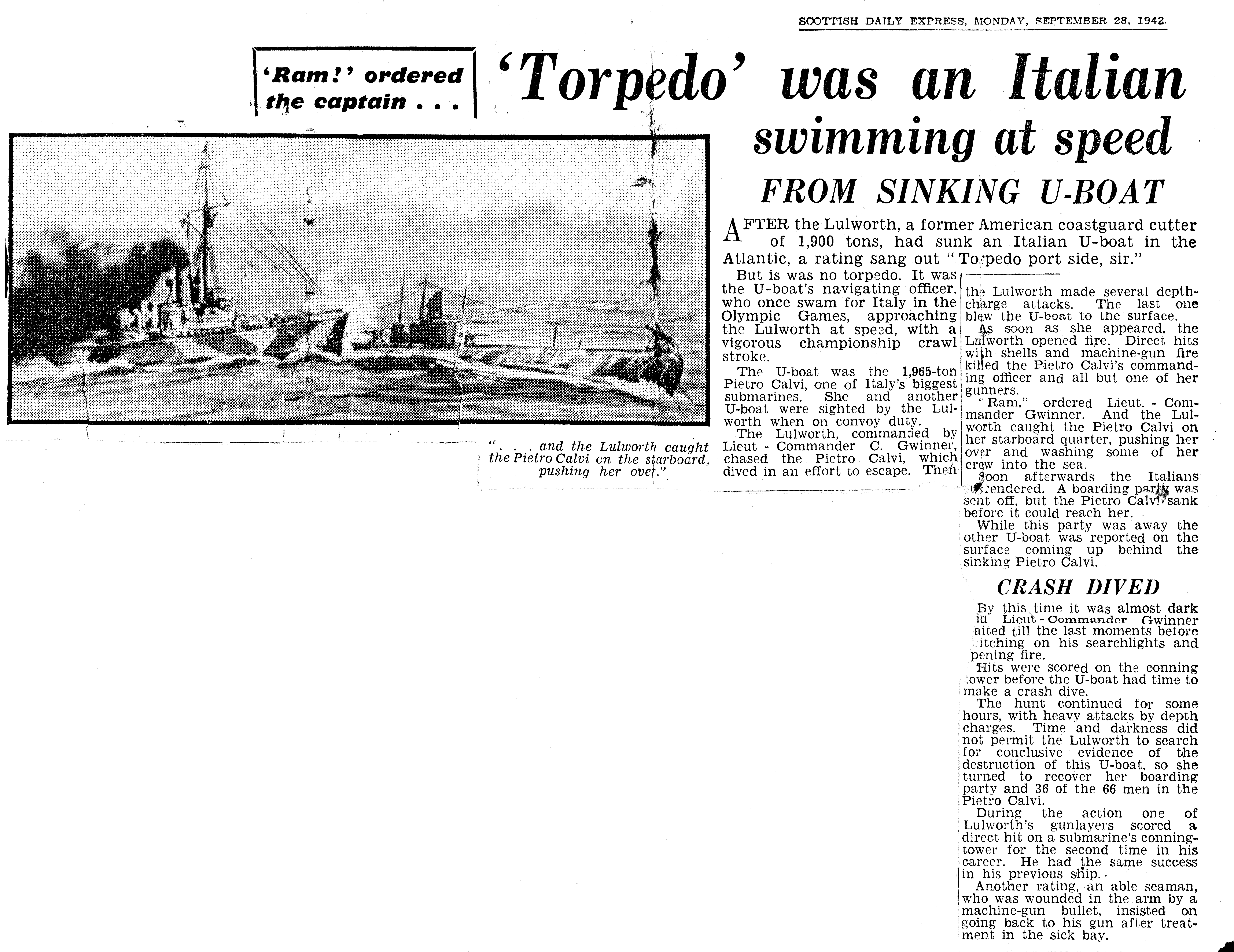
L’affondamento del smg Pietro Calvi descritto dal giornale britannico Scottish Daily Express del lunedì 28 settembre 1942. Il "siluro umano" qui citato era il S.T.V. Vittorio Villa

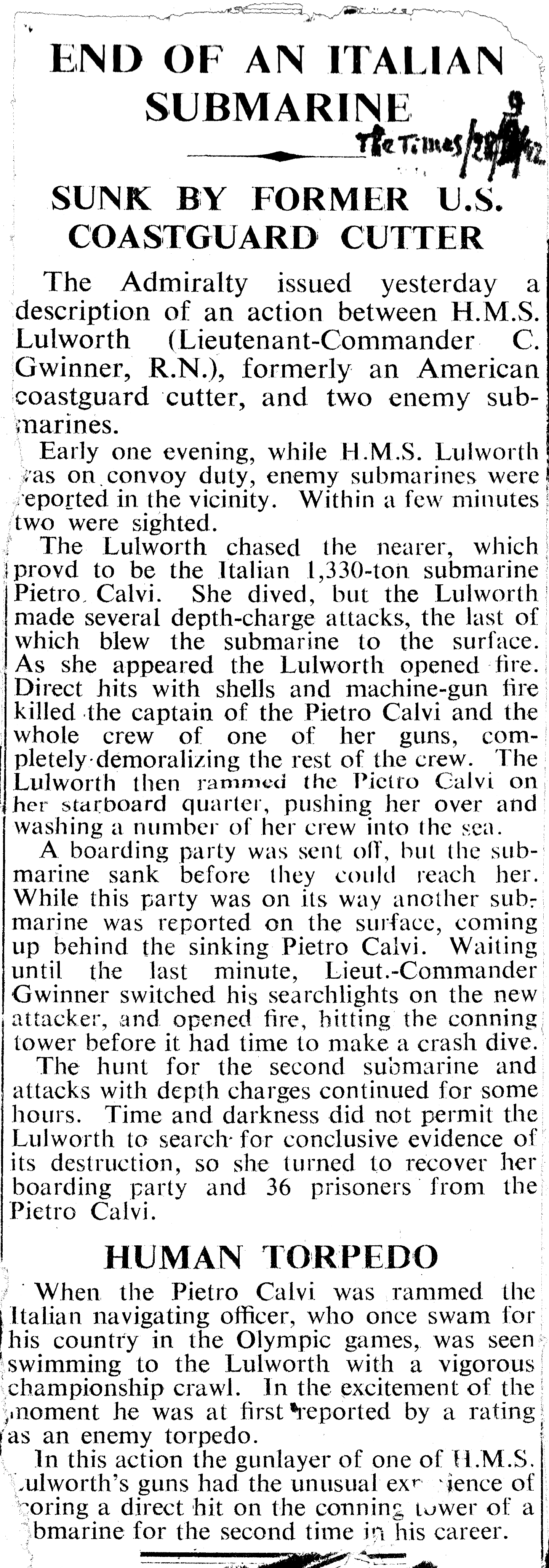
L’affondamento del smg Pietro Calvi descritto dal giornale britannico The Times del lunedì 28 settembre 1942. Il "siluro umano" qui citato era il S.T.V. Vittorio Villa

Una scialuppa del Lulworth, con a bordo una squadra d'abbordaggio guidata dal tenente di vascello Frederick W. North, si affiancò al sommergibile e North vi salì a bordo, scontrandosi però con i sopravvissuti guidati dal capitano Russo, che gli impedì di arrestare le manovre di autoaffondamento già iniziate; il secondo capo Pietro Rini aprì un tubo lanciasiluri e l'acqua riversatasi all'interno provocò il rapido affondamento del Calvi. Appena vide salire sul ponte l'ufficiale inglese, il Sottotenente di Vascello (S.T.V.) Vittorio Villa -che durante il combattimento dirigeva il tiro del cannone di prua- scese in sala radio dove prelevò il cofanetto piombato con i codici crittografici per poi risalire e gettarlo in mare. 
Il sommergibile scomparve sotto la superficie alle 00.27 del 15 luglio, portando con sé più di metà dell'equipaggio. 
Dell'equipaggio del Calvi morirono 43 uomini e 35 furono tratti in salvo (e catturati), alcune ore dopo l'affondamento, dall'unità inglese Bideford. Nell'affondamento del sommergibile morì anche il comandante della squadra d'abbordaggio inglese, il tenente di vascello North.
A bordo del caccia inglese HMS Londonderry (U76), interrogando gli ufficiali superstiti del Pietro Calvi il capitano di fregata J.S. Dalison scoprì che il comandante del sommergibile italiano era un suo amico, conosciuto dieci anni prima durante una missione in Cina. 
La vicenda del Calvi apparve su diversi giornali britannici il lunedì 28 settembre 1942, e Vittorio Villa, scampato all'affondamento, ne conservò alcuni (The Times, Daily Mail, SCottish Daily Express). Un episodio curioso di quella notte, ricordato dai giornali inglesi, fu l'allarme siluro dato sul Lulworth quando venne avvistata una scia diretta verso la nave. Era invece la traccia fosforescente causata dal plancton marino mosso dal S.T.V. Vittorio Villa mentre nuotava velocemente verso la nave. I giornali ne parlarono come di un atleta olimpionico, ma il Villa aveva solo partecipato a gare di nuoto e di tuffo regionali.      
Il comandante Primo Longobardo e il sottotenente di vascello Gennaro Maffettone ricevettero la Medaglia d'Oro al Valor Militare alla memoria, mentre alla memoria del capitano GN Aristide Russo e del 2° capo Pietro Rini fu invece conferita la Medaglia d'Argento al Valor Militare. Il sottotenente di vascello Vittorio Villa, sopravvissuto allo scontro col Lulworth, ricevette il 13 maggio 1948 la sua seconda Medaglia di Bronzo al Valor Militare. 
Complessivamente il Calvi aveva effettuato otto missioni di guerra, percorrendo 46.170 miglia in superficie e 1817 in immersione, ed affondando 6 mercantili per totali 50.549 tsl.